# Linia kolejowa Chrudim – Borohrádek
Linia kolejowa Chrudim – Borohrádek – jednotorowa, niezelektryfikowana linia kolejowa w Czechach. Łączy Chrudim i Borohrádek przez Moravany, gdzie łączy się z linią Kolín – Česká Třebová. Przebiega przez dwa kraje: pardubicki i hradecki.